# Sjuvalov
Sjuvalov (ryska: Шува́лов) är en rysk adelsätt, som i september 1746 upphöjdes i grevlig värdighet av Elisabet av Ryssland.

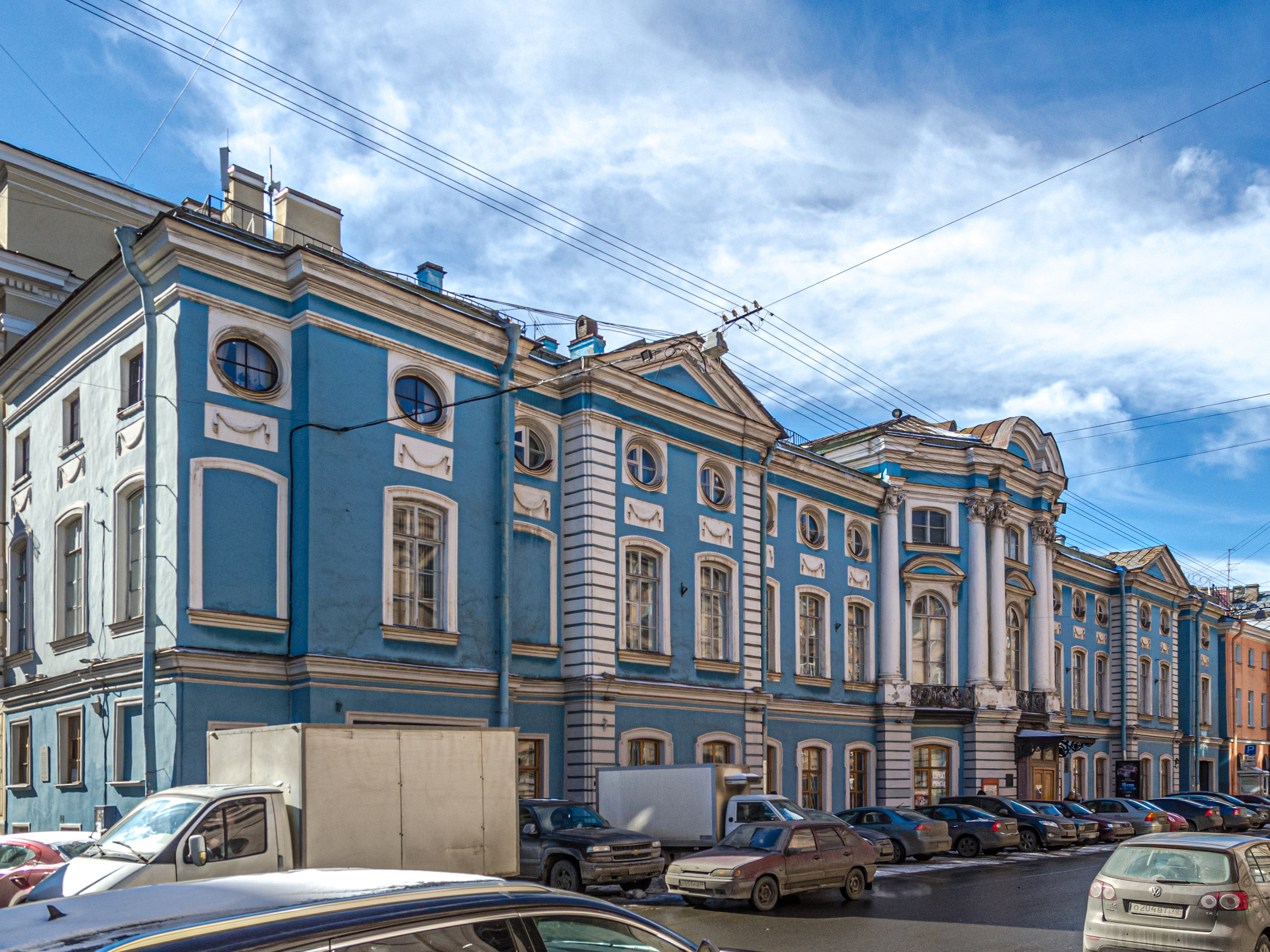
Sjuvalovpalatset i Sankt Petersburg.

## Medlemmar (urval)
- Ivan Sjuvalov (1727–1797), politiker
- Maria Sjuvalova (1708–1759), hovdam
- Pavel Sjuvalov (1830–1908), general och diplomat
- Pjotr Sjuvalov (1827–1889), ämbetsman och diplomat